# Lusinga Lwangombe
Lusinga Lwangombe (ca. 1840 - 1884) was een slavenhandelaar in de regio ten westen van het Tanganyikameer in de jaren 1870 en begin jaren 1880.

## Leven
Lusinga werd rond 1840 geboren in Buluba, het land ten noordoosten van Lubanda, bewoond door de oostelijke Luba. Op een gegeven moment schijnt Lusinga Unyanyembe, bij Tabora in het huidige Tanzania, te hebben bezocht, waar hij zich bewust werd van de waarde die aan slaven en ivoor werd gehecht. Hij bewapende zich en was de eerste die vuurwapens gebruikte in de streek ten westen van het Tanganyikameer. Met deze superieure bewapening versloeg hij al snel de stamhoofden van de regio Kaap Tembwe, een belangrijk punt in de handelsoversteek van het Tanganyikameer, en vestigde zich daar in een versterkt dorp. 
Nadat hij de plaatselijke bevolking door slavenarbeid had uitgedund, en onder druk van andere slavendrijvers, verhuisde hij naar een nieuwe basis op twee dagen lopen van Lubanda in het Mugandja-gebergte, aan de oevers van de Muswe, een zijrivier van de Lufuko. Aan het eind van zijn carrière had Lusinga zestig vrouwen. Deze leverden nuttige arbeidskrachten voor landbouwwerkzaamheden, waardoor Lusinga zijn rijkdom nog verder zag toenemen.

## Contact met de Europeanen
De Britse ontdekkingsreiziger Joseph Thomson ontmoette Lusinga in 1879. Hij beschreef hem als een "bloedige potentaat" vanwege de wreedheid waarmee hij slaven buitmaakte voor de Oost-Afrikaanse handel. Voor het Belgisch comité van de Association internationale africaine, een vehikel van koning Leopold II, leidde de militair Emile Storms een expeditie, om een koloniale basis op te richten op de westelijke oever van het Tanganyikameer. Hij bereikte Mpala aan de westelijke oever van het meer in april 1883. Hij ontmoette het Mpala-opperhoofd, die toestemming gaf om de post op zijn grondgebied te bouwen. Op 4 mei 1883 werden de grondvesten van de Mpala-post gelegd. Chief Mpala en Storms werden bloedbroeders tijdens een ceremonie op 25 juni 1883. Lusinga was aanwezig bij deze ceremonie.
Om zijn macht in de regio te consolideren, lanceerde Storms in 1884 en 1885 een reeks aanvallen op Lusinga en zijn volgelingen. Hij plunderde hun dorpen en nam de buit mee naar zijn fort in Mpala, waar een deel van de buit verloren ging toen het fort afbrandde. In november 1884, toen Storms in Karema was, hoorde hij dat Lusinga zich opmaakte om oorlog te voeren tegen Mpala. Storms stuurde zijn mannen en mannen van Paul Reichards expeditie om Lusinga te verslaan. Zij wisten binnen te dringen in het fort van Lusinga, waar zij Lwangombe doodschoten en zijn hoofd meenamen.

## Nalatenschap
Storms verving Lusinga door Ukala, een Nyamwezi en een van Storms' bondgenoten. 
Storms bracht ook de schedel van Lusinga mee naar Europa toen hij terugkeerde en gaf hem aan de antropoloog Émile Houzé, die een verhandeling over het onderwerp schreef waarin hij de "degeneratie" in de schedel zag. De schedel wordt nog steeds bewaard in het Koninklijk Museum voor Midden-Afrika in Tervuren.